# Phần tử ma trận (vật lý)
Trong vật lý, đặc biệt là trong lý thuyết nhiễu loạn lượng tử, phần tử ma trận đề cập đến linear operator của toán tử Hamilton đã sửa đổi bằng cách sử dụng ký hiệu Dirac.
Phần tử ma trận xem xét tác động của Hamiltonian mới được sửa đổi (tức là sự chồng chất tuyến tính của Hamiltonian cộng với tiềm năng tương tác không bị xáo trộn) trên trạng thái lượng tử.
Các phần tử ma trận rất quan trọng trong vật lý nguyên tử, hạt nhân và hạt.